# 高等機械学院
高等機械学院（こうとうきかいがくいん、Institut Supérieur de Mécanique）は、機械工学に特化したフランスのグランゼコール。CYセルジー・パリ大学傘下。通称はSupméca（シュプメカ）。1948年創立。高等機械工学院（こうとうきかいこうがくいん）とも。

## 著名な出身者
- ジャン＝フランソワ・ポンタル - Orange社CEO
- ベルナール・デュド（Bernard Dudot） - フォーミュラワンのエンジニア
- ベルナール・シャーレス（Bernard Charlès） - ダッソー・システムズCEO